# Rhinolophus mitratus
Rhinolophus mitratus es una especie de murciélago de la familia Rhinolophidae.

## Distribución geográfica
Es endémica de la India.